# Косоротов, Сергей Александрович
Сергей Александрович Косоро́тов (15 апреля 1965, Куйбышев, РСФСР, СССР) — советский и российский дзюдоист, чемпион и призёр чемпионатов Европы и мира, Заслуженный мастер спорта СССР (1991), полковник милиции, 8 дан Дзюдо Будокай.

## Биография
Родился в Куйбышеве. С 12 лет начал заниматься самбо и дзюдо в местном клубе «Динамо» у Вячеслава Архипова, к окончанию школы уже был призёром первенства СССР по самбо, победителем первенства области по самбо и дзюдо, выиграл несколько крупных турниров в старших возрастных категориях. После школы поступил в городское профессионально-техническое училище, откуда в 1983 году был призван в армию, попал во внутренние войска. С тех пор Сергей Косоротов стал инструктором штатной спортивной команды Средневолжского управления внутренних войск МВД СССР.
В 1985 году Сергей Косоротов стал победителем первенства СССР по самбо и оказался вторым на первенстве мира по самбо. После этого он больше не выступал на официальных соревнованиях по самбо (за исключением чемпионата МВД в Самаре).
В 1986 году Сергей Косоротов вошёл в сборную СССР по дзюдо. В 1988 году он завоевал бронзовую медаль предолимпийского отборочного чемпионата СССР, в 1989 — серебряную медаль чемпионата СССР и бронзовую медаль чемпионата Европы, в 1990 — выиграл чемпионат СССР, чемпионат Европы, Игры доброй воли и стал заслуженным мастером спорта СССР. В 1991 году Сергей Косоротов завоевал на чемпионате Европы серебряную медаль, но зато наконец-то выиграл чемпионат мира.
В 1992 году Сергей Косоротов вновь завоевал серебряную медаль чемпионата Европы, и готовился к участию в Олимпийских играх. Однако в связи с тем, что СССР распался, обычный механизм формирования сборной СССР перестал действовать, и Косоротов — действующий чемпион мира — не попал в сборную СНГ.
В 1995 году Сергей Косоротов проиграл чемпионат мира в своём весе и уже готовился покидать турнир, когда его (неожиданно для него самого) вдруг выставили от России в абсолютной весовой категории, где он сумел завоевать серебряную медаль. В 1996 году Сергей Косоротов участвовал во всех турнирах подряд, завоевал серебряную медаль чемпионата Европы, однако на Олимпийских играх в Атланте медали не завоевал.
В 1999 году, после проигранного чемпионата Европы, Сергей Косоротов официально завершил спортивную карьеру и занялся бизнесом. Однако с 2008 года стал активно выступать на ветеранских турнирах, а также на турнирах среди полицейских (Косоротов — полковник милиции). Неоднократно становился чемпионом мира и Европы среди полиции и армии.
В начале 2000-х открыл в Москве два специализированных спортивных зала единоборств («Московский Кодокан» и «Московский Будокан»), а также магазин «Будо-спорт» и музей Будо, объединённые названием «Будо-групп»
В период 2000—2007 г.г. издавал журнал «Додзё» о боевых искусствах (главный редактор — Алексей Горбылёв), журнал «Путь кисти и меча».
В середине 2000-х годов активно участвовал в приглашении в Москву основателя Будокай Йона Блюминга, от которого получил 8 дан по Дзюдо Будокай.
Автор ряда книг.